# Herb Popradu
Herb miasta Poprad przedstawia na tarczy w polu błękitnym trzy srebrne tatrzańskie szczyty, a pod nimi dwie skrzyżowane czerwone strzały.
Herb przyjęty został 19 września 1985 roku, modyfikowany był w 1993 i 1997 roku.
Szczyty górskie nawiązują do położenia miasta u stóp Tatr Wysokich, a strzały  to nawiązanie do poprzedniego herbu miasta (XVI wiek – 1949) który przedstawiał na tarczy w polu błękitnym postać św. Idziego. Strzały to jeden z atrybutów tego świętego.
Poszczególne części miasta (niegdyś samodzielne miasta) posiadają swoje herby.